# Gameforge
A Gameforge egy 2003 decemberében alapított német videójáték-kiadó részvénytársaság, alapítói Denic Cikiec és Christos Kyriacou. A társaság elsősorban online, böngészőben futtatható játékokra specializálódott. Több nagyon sikeres projekt fűződik a nevükhöz, mint például az Ikariam, a Metin2, a Bitefight, OGame vagy a Gladiatus.

## Statisztikák
- 23 kiadott játék
- 55 nyelven
- több, mint 200 millió regisztrált játékos (ebből 17,5 millió aktív), 75 országból